# Candy Jones
Candy Jones, nacida con el nombre de Jessica Arline Wilcox (31 de diciembre de 1925 - 18 de enero de 1990) fue una modelo, escritora y presentadora de un programa de entrevistas estadounidense.
Nacida en Wilkes-Barre, Pensilvania, se crio y educó en Atlantic City, Nueva Jersey.
En las décadas de 1940 y 1950, trabajó como modelo, famosa y conocida por ser una chica pin-up y cover-girl de primera categoría. Luego creó una escuela de modelaje y escribió varios libros sobre modelado y moda. En 1972, Candy Jones contrajo matrimonio con el famoso locutor de radio Long John Nebel6 (su segundo esposo) y fue copresentadora de su programa de entrevistas de toda la noche en WMCA en Nueva York. El programa trató con afirmaciones de teoría de la conspiración, ovnis et du paranormal y paranormal. Candy Jones estaba particularmente interesada en el fenómeno de la visión remota.
Candy Jones fue el origen de una controversia en la que fue víctima del proyecto MK-Ultra, el programa de control mental de la CIA, en la década de 1960·.

## Más información
- “Was This Blond Bombshell the CIA’s Secret Weapon?” Ozy. Theodore Karasavvas. 2016.
- “Taking Control of Candy Jones.” Damn Interesting. Jason Bellows. 2006.
- "Candy Jones: How a leading American fashion model came to be experimented upon by the CIA mind control team.", Fortean Times, Colin Bennett